# Bassaniana versicolor
Bassaniana versicolor is een spinnensoort uit de familie van de krabspinnen (Thomisidae).
De wetenschappelijke naam van de soort werd in 1880 als Coriarachne versicolor gepubliceerd door Eugen von Keyserling.